# Air Warrior
Air Warrior est un jeu vidéo de simulation de vol de combat en ligne développé par Kesmai et initialement publié sur le réseau GEnie aux États-Unis en 1988. Il devient ensuite disponible aux joueurs européens sur le réseau On-Line Entertainment au début des années 1990, avant d’être commercialisé en version boite en 1992 par Konami, sous le titre Air Warrior SVGA,. Une version solo, baptisée Air Warrior II, est ensuite publié par Interactive Magic en 1997.
Il est considéré comme l’un des plus anciens simulateurs de combat aérien en multijoueur .  À sa sortie, il n’est disponible qu’en téléchargement sur le réseau GEnie. Le programme est alors gratuit, le joueur ne payant que pour le temps passé à le télécharger et à y jouer. Le jeu se déroule pendant la Seconde Guerre mondiale et permet aux joueurs de piloter différents avions de cette période, incluant le North American P-51 Mustang, le Zero, le Supermarine Spitfire, les Messerschmitt Bf 109 et Me 262 ou le Boeing B-17 Flying Fortress. Il permet au joueur de s’entrainer au pilotage hors ligne mais pour simuler les combats aériens, le joueur doit forcément être connecté au réseau,.